# 지정도
지정도(池楨道, 1925년 4월 15일 ~ 2007년 3월 8일)는 대한민국의 정치인이다. 제11대 국회의원을 지냈다.

## 학력
- 조선대학교 법정대학 졸업

## 경력
- 광주시의회의장
- 대한곡물협회전남회장
- 전남탁구협회회장
- 대한적십자사전남상임위원
- 한일의원연맹간사
- 민한당전남제2지구당위원장
- 국회농수산위간사
- 국회재무위원
- 국회예결위원

## 역대 선거 결과
|  | 33.00% |

|  | 11.82% |